# Omul din vis
„Omul din vis” este o nuvelă fantastică din 1925 a scriitorului Cezar Petrescu. A apărut prima dată în volumul Omul din vis, Trei povestiri cu morți la Craiova, la Editura Ramuri. Omul din vis poartă înlăuntru mențiunea: „trei povestiri cu morți”, astfel s-a proiectat, în interpretarea multora, că ar exista „trei novele fantastice”, Omul din vis, Păinjenul negru și Povestire de iarnă.

## Prezentare
Eroul principal este un suflet delicat, căzut în patima jocului de cărți, extenuat de nopți albe, de otrava capitalei. Un prieten, sănătos ca și aerul proaspăt de la moșia pe care și-o gospodărește, îl ia la țară ca să-l repună pe picioare. În dialogul celor doi, eroul nostru își povestește visurile, astfel vorbește de „omul din vis”, un fel de înger păzitor al copilăriei lui. Acest „om din vis” se dovedește a fi chiar vecinul de moșie al prietenului său, boierul Iorgu Ordeanu. Ordeanu este însoțit de Soliman, un Basset Hound cafeniu la fel ca cel din vis. Visul descinde în realitate, se suprapune ei.

## Opinii critice
Dumitru Karnabatt a afirmat că puțini scriitori au avut darul lui Cezar Petrescu de a doza cu meșteșug și a alambica realul cu fantasticul ca în această nuvelă, acești scriitori sunt: Edgar Allan Poe, Prosper Mérimée (Venus din Ille) sau Gala Galaction (Moara lui Călifar).
Octav Botez consideră că Omul din vis înfățișează, într-un cadru dramatic, o interesantă și chinuitoare problemă de psihopatologie, dar consideră superioară nuvela Păinjenul negru.
Tudor Vianu crede că Omul din vis este un fel de geniu binefăcător, de imaginea căruia nu se leagă însă sentimentul idilic al visurilor odihnitoare, ci acela amarnic și enigmatic al tragicului irezolvabil.
Criticul Pompiliu Constantinescu spune că Omul din vis conține trei momente distincte care se amestecă: problema învinsului, drama lui Ordeanu, care e o temă realistă; problema pur psihologică și imixtiunea lirică.

## Ecranizare
A fost ecranizată în 1982 de Casa de filme Trei ca Glissando în regia lui Mircea Daneliuc. În rolurile principale au jucat actorii Ștefan Iordache, Tora Vasilescu și Ioan Fiscuteanu. În anii 1930, un bărbat este obsedat de un tablou cu o femeie care îi amintește de mama lui pierdută de mult. Își modelează iubita exact după femeia din tablou și după ce aceasta încearcă să se sinucidă este internată într-un sanatoriu. 